# روبرت جونسون (ممثلة)
روبرت جونسون (بالإنجليزية: Lauri Johnson)‏ هي ممثلة أمريكية، ولدت في 27 ديسمبر 1949 في سانتا مونيكا في الولايات المتحدة.

## وصلات خارجية
- روبرت جونسون على موقع IMDb (الإنجليزية)
- روبرت جونسون على موقع قاعدة بيانات الفيلم (الإنجليزية)